# Bioma antártico
El Bioma Antártico se extiende a lo largo de todo el continente de la Antártida. Poco se conoce de este extenso territorio prácticamente despoblado y muy escaso de vegetación y fauna.

## Antártida odible
El bioma antártico se extiende a lo largo de todo el continente con este mismo nombre. Ningún país puede ejercer soberanía sobre este continente ya que está destinado a trabajos de investigación científica. Por esa razón distintos países establecen bases de investigación, pero sin reclamar el dominio del territorio.
Se extiende en torno al Polo Sur y está rodeado por los océanos Pacífico, Índico y Atlántico que determinan una ancha faja marina. Está, en su mayor parte, rodeado por el Círculo polar antártico. Por eso se dice que es de posición geográfica circumpolar. 
Aunque se considera como su límite político el paralelo de 60° de latitud sur, para algunos geógrafos y oceanógrafos el límite se encuentra en donde se produce la Convergencia Antártica fenómeno oceanográfico que ocurre en el punto de unión de las aguas frías del antártico y las aguas subantárticas más tibias.
El nombre Antártida proviene del griego Antarktikos que hace referencia a la constelación opuesta a la Osa Polar, es decir, a la constelación del hemisferio sur, que es donde se encuentra el continente.
Tiene una forma prácticamente circular a excepción de la Península Antártica conformada mayormente por una cadena de montañas que se adentra en el océano Antártico unos 970 km en dirección a las islas Shetland del Sur e Orcadas.
Es  el cuarto continente más grande del mundo con una superficie de 13.900.000 de km². Sobre este continente se encuentran el Polo Sur Geográfico, el Polo Sur Magnético, el Polo Sur Geomagnético, el Polo de Frío y el Polo de Inaccesibilidad.
Se la conoce también como el “continente blanco” debido a que está cubierta, en su mayor parte, por una densa capa de hielo de 2.700 m s. n. m.  que representan aproximadamente el 90% de los hielos del planeta. Debido a ella es el continente más alto del mundo.
Su aspecto general es el de una meseta interior llamada “Meseta Polar”.
Es una de las reservas naturales más grandes del mundo y posee una característica fauna autóctona que atrae a turistas de todo el mundo. 
Se formó a partir de la unión de cuatro grandes islas recubiertas por una capa de hielo de gran volumen.
Teniendo en cuenta las características geológicas y físicas podríamos dividir a la Antártida en dos, la Antártida Oriental y la Antártida Occidental. Esta división está determinada por los mares de Ross y Weddell.
La Antártida Oriental, también llamada del Este, es la parte más amplia. En sus orígenes era una formación tectónica muy estable con una base de masas rocosas de antiguos continentes. Se destaca por sus depresiones rocosas ubicadas hasta los 2.499 m por debajo del nivel del mar. En ella se encuentran los Montes Trasantárticos con una elevación de más de 4.000 m s. n. m.
La Antártida Occidental o del Oeste es la subdivisión más pequeña e incluye a la Península Antártica. Está compuesta también por cuatro islas que se encuentran ahora unidas por una capa de hielo flotante y por el Macizo Vinson, el punto más alto del continente del cual hablaremos más tarde.

## Sector Antártico Argentino
Este Sector, Antártida Argentina forma parte administrativamente del actual Territorio Nacional de Tierra del Fuego, Antártida e Islas del Atlántico Sur, comparten la misma placa continental o tectónica y son contenidas por los mismos meridianos. 
El Sector Antártico Argentino cuenta con el 90% de los hielos glaciares y el 70% de la reserva de agua dulce de toda la Antártida.
La ocupación argentina en el continente antártico tiene ya 110 años, es por eso una de las más antiguas y permanentes. Fue establecida al comprar la estación meteorológica al doctor escocés Bruce el 22 de febrero de 1904.

## Geología
La palabra geología proviene de los griegos geo, que significa tierra y logos, que significa estudio, es decir que la geología es la ciencia que estudia la forma interior de la Tierra, la materia que lo compone, su proceso de formación, los cambios que sufrió desde su origen y la colocación que tiene en su actual estado.
Su origen se remonta a los últimos tiempos del período Precámbrico (la etapa más antigua de la historia de la Tierra que comienza cuando esta se formó) hace unos 3.000 millones de años. A principios del período Cenozoico, su origen se da a partir de la fragmentación de los continentes interconectados por un antiguo continente llamado Gondwana, se  han encontrado rastros de un pasado lleno de diversas especies de fauna y flora en el continente.

## Biomas de la Antártida
Las condiciones ambientales de la Antártida permiten notar dos tipos de biomas, el bioma terrestre y el bioma marino.
El bioma marino se extiende a lo largo de toda la costa, los bordes de las capas de hielo y las aguas oceánicas cercanas. Lo integran pocas especies pero muchos individuos de cada una de ellas, es de tipo piramidal.
El bioma terrestre puede encontrarse en el resto del continente, la vegetación se reduce a líquenes y musgos de los cuales se alimentan unos pocos insectos y ácaros,no posee tanta cantidad de individuos como el bioma marino, además la altiplanicie interior es considerada el mayor desierto biológico del mundo.
Allí se registró la temperatura más baja del mundo que fue de  -89,3 °C (Celsius), el sector más “templado” del continente es la Península Antártica en donde se registraron temperaturas de 15 °C por la cercanía al mar.

## Relieve
La Antártida está cubierta, en casi su totalidad, por una gruesa capa de hielo eterno de un espesor promedio de 2300 m. Esta capa la convierte en el continente más alto. Su altitud media es de 1800 m s. n. m., con una notablemente elevada meseta central de unos 3.200 m.
El punto más elevado del continente es el Macizo Vinson con 5.140 m, el más bajo es la fosa subglaciar de Bentley con 2.499 m por debajo del nivel del mar al oeste del continente. Es posible que existan puntos más bajos a pesar de que aún no han sido descubiertos. La fosa está cubierta por 3 km de nieve.
Junto al mar de Ross, se encuentran los montes Erebus, Markham y Kirkpatrik.

## Fauna

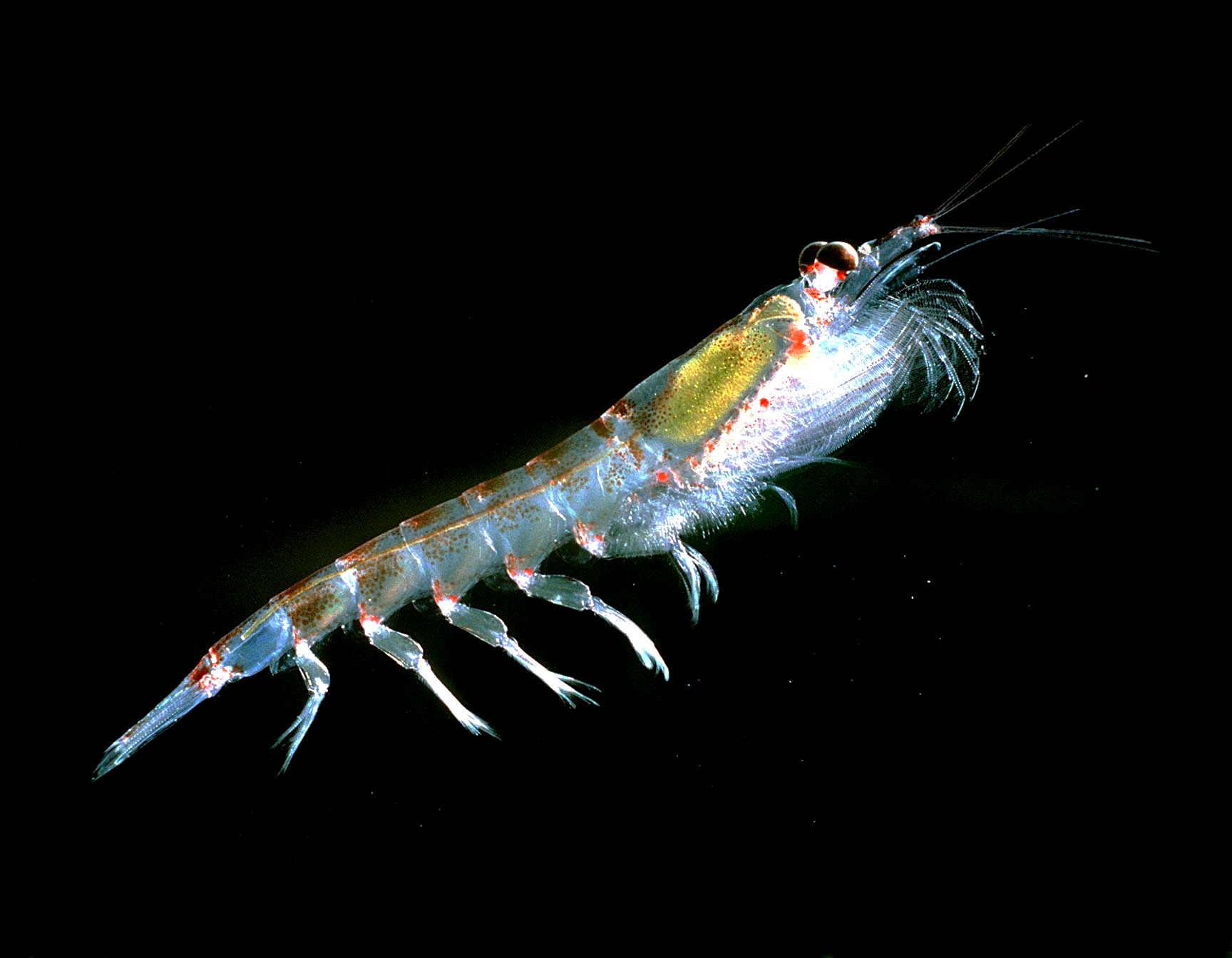
Imagen del crustáceo llamado krill, muy abundante en aguas antárticas, animal proteico

La fauna antártica se caracteriza por su gran pobreza de especies y su gran riqueza en individuos. La fauna submarina es la más rica y variada del continente.
Entre las especies de fauna podemos encontrar:
- Crustáceos: como el krill, los cangrejos, camarones, copépodos, anfípodos e isópodos.
- Moluscos: calamares, pulpos, jibias, caracoles, lapas y varias especies de bivalvos.
- Equinodermos: estrellas de mar, sol de mar y erizos, todos ellos muy diferentes a los que comúnmente se conocen.
- Peces: son los vertebrados más abundantes. Entre ellos hay peces cartilaginosos y óseos. Entre estos últimos, que son los más numerosos, se pueden mencionar bacalaos de profundidad, lenguados, linternillas y nototénidos.
- Aves: la gran mayoría de las aves presentes en la Antártida son marinas, encontrándose algunas que además son carroñeras. Es posible encontrar aves voladoras y aves “nadadoras”. Estas últimas pueden ser pingüinos (emperador, rey, macaroni, penacho amarillo, antártico o de barbijo, adelia y papúa), mientras que entre las voladoras se encuentran los albatros, petreles, cormoranes, salteadores, gaviotas y gaviotines.
- Mamíferos: todos los que viven en la Antártida son exclusivamente marinos. Pertenecen a dos grandes grupos, los cetáceos y los pinnípedos.
- Cetáceos: son los mamíferos mejor adaptados al medio acuático. Considera a las grandes ballenas y los delfines. En las aguas antárticas podemos encontrar a las ballenas azul, fin o de aleta, jorobada, boba, minke o enana y franca; el cachalote; los zifios; las orcas, delfines cruzados, delfines lisos y los calderones.
- Pinnípedos: significa “pies como aletas”. Corresponden a las focas y lobos marinos. En las aguas antárticas y en los bloques de hielo marino habitan las focas cangrejeras, de Weddell, el elefante marino, el leopardo marino y la foca de Ross, y solo una especie de lobo marino, el lobo fino antártico.

## Flora
- La flora en el continente es muy escasa debido a las bajas temperaturas y a los largos períodos de oscuridad. No hay árboles y en cuanto a vegetación hay entre 300 o 350 especies aproximadamente. Se reduce a líquenes, musgos y algas con la excepción de alguna planta superior.

- La mayor parte de la flora del continente se ubica en la Península Antártica, en la costa o en los oasis antárticos, zonas libres de hielos o donde éstos son muy finos.

- En la atmósfera no hay gérmenes patógenos aunque sí bacterias, levaduras (hongos microscópicos unicelulares) y micro hongos. Esto puede comprobarse al efectuar ciertos cultivos especiales.

- Hay solo tres especies de plantas fanerógamas en todo el continente. Como el pasto antártico (Deschampsia antarctica) o el clavelito antártico (Colobanthus quitensis) que se ubican en las zonas más protegidas del frío.

- Las algas son dulceacuícolas o terrestres y son más variadas que otras especies de flora. Entre las algas terrestres podemos encontrar la prasolia o crispa llamadas más comúnmente “algas de las nieves”.

- Los líquenes están formados por un hongo y un alga ficobionte, son la flora mejor adaptada al medio, el hongo mantiene la hidratación y el alga proporciona el hidrato de carbono sintetizado, que servirá de alimento, los líquenes son muy diversos, por ejemplo: los fruticulosos, epiféticos, foliosos, Crustáceos, etc., su tonalidad puede ser desde amarillenta hasta negruzca, el liquen es un vegetal muy sensible ante la contaminación.

- Los hongos también son relativamente abundantes y diversos. Existen unas 75 especies y se desarrollan durante el verano. Predominan los Basidiomicetes.

## Recursos naturales
El aprovechamiento económico de la Antártida es nulo, ya que solo se realizan estudios e investigaciones. Sin embargo, en investigaciones realizadas en el año 1970, el fondo oceánico ha demostrado la existencia de yacimientos petrolíferos por la gran cantidad de hidrocarburos encontrados.
También se ha llevado a cabo la búsqueda de yacimientos minerales. Así, se ha encontrado carbón en las montañas Trasantárticas y hierro cerca de la montaña de la Antártida oriental del Príncipe Carlos. En otras regiones se han hallado antimonio, oro, estaño, cobre, zinc, uranio, carbón y hierro, pero ninguno que se suponga a fines económicos.
De todo ello se deriva que el recurso natural con más posibilidades de ser explotado en la Antártida es el petróleo, que aparece en las plataformas continentales de los mares marginales de Ross, Amundsen, Bellingshausen y Weddell. A pesar de ello, lo más "explotado" de la Antártida es su paisaje y por eso el turismo es la principal actividad que se lleva a cabo en esta zona. Sin embargo, no se realiza ninguna explotación en el sentido estricto de la palabra, puesto que priman los intereses científicos y medioambientales sobre los puramente económicos. Así, las políticas sobre la explotación comercial de los recursos minerales existentes en el continente blanco se acabaron.

## Hielos

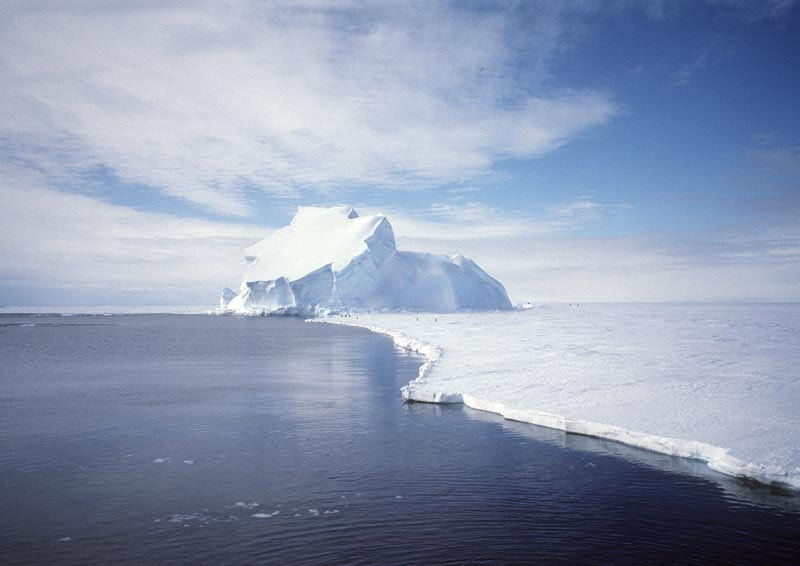
Imagen de un iceberg en la Antártida tomada por la N.A.S.A.

La capa de hielo que recubre a la Antártida se formó como consecuencia de las precipitaciones. Está en constante movimiento, y por la acción de la gravedad se dirige hacia los límites del continente, se vuelca a través de los valles formando las barreras de hielo. Al penetrar en el mar, estas formaciones flotan y posteriormente se desprenden formando los témpanos que son llevados hacia el norte por las corrientes marinas, donde terminan por destruirse por la fuerza del mar y las altas temperaturas.
La barrera de hielo más grande es la barrera de hielo de Ross.

## Oasis antárticos
Son regiones libres de hielos o con hielos muy finos. Se originan entre las colinas de las zonas costeras, que crean un microclima más suave e impiden, o por lo menos minimizan, la tendencia del agua marina a helarse.Eso ocurre en invierno, pero en verano suben las temperaturas unos 6 centígrados

## Conservación del ambiente
La Antártida es una de las reservas naturales más importantes del mundo. Por eso se ubican en ella numerosas bases científicas que realizan investigaciones acerca de las tendencias de variables, tales como, contaminación y cambio climático global, las cuales comprometerían la evolución de todo el planeta. Los períodos de trabajo de las bases se denominan períodos transitorios.
La acción humana sobre este bioma debe ser cuidadosa debido a que cualquier exceso puede producir la desaparición de valiosas especies por desequilibrios o rompimientos de la cadena alimenticia. 
Los países que integran el denominado Sistema del Tratado Antártico han firmado convenios destinados a proteger los recursos bióticos antárticos. Entre las normas establecidas se encuentra la prohibición de la introducción de fauna o flora no autóctona y de la exportación de la fauna o flora autóctona, a menos que se posea una autorización expresa que se otorga exclusivamente a quienes tienen fines científicos. Es decir, la experimentación o exposición en un museo, herbario, etc.
La protección ambiental de la Antártida tiene dos fines: el mantenimiento de la productividad y relaciones ecológicas en el océano austral, y el mantenimiento del ambiente en sus condiciones originales. El principal valor a conservar en la Antártida es su carácter de fuente única de información, prácticamente libre de contaminación u otros efectos humanos, para las distintas ciencias.
Estas investigaciones son programadas y coordinadas por la Dirección Antártico, organismo que controla toda la actividad de la Antártida que es útil para la ciencia y la humanidad.
Un capítulo aparte son los campamentos científicos que tienen por objetivo cumplimentar las actividades científicas previstas en los planes anuales, como por ejemplo: mantenimiento de los monumentos históricos, recolección de muestras de suelo, de agua de mar y de hielo, censos poblacionales de fauna e información meteorológica.

## El Tratado Antártico
Fue escrito el 1 de diciembre de 1959 y entró en vigencia el 23 de junio de 1961.
Su importancia se basa en que por medio de él queda expresado legalmente, que ningún país puede reclamar soberanía sobre la Antártida, ya que es un territorio común a todos y que es muy importante la conservación intacta de su flora y de su fauna. Por eso se permiten las bases y campamentos científicos, ya que no tienen otro fin que contribuir a la ciencia con el estudio de este continente.

## Fenómenos Naturales
En la pureza y limpidez de la atmósfera antártica se producen diversos fenómenos ópticos. Entre ellos se hallan los halos, a los cuales pertenecen los "parahelios", y los "paraselene". También encontramos los "espejismos", en los cuales las imágenes se ven invertidas. 
La aurora austral que es el fenómeno luminoso más llamativo. Este fenómeno es posible en la Antártida gracias a la alta ionización y magnetización de la atmósfera en esa zona. Se origina a partir de que las partículas cargadas (protones y electrones) procedentes del sol son llevadas hacia los polos por la fuerza magnética de la Tierra y al chocar contra los átomos y moléculas se sobrecargan de energía que luego descargan en forma de luz visible.

## Turismo
Es una actividad sostenida, creciente y carente de cuidado hacia el ecosistema. 
La modalidad de turismo que se practica actualmente, ha generado un impacto altamente desfavorable, verano tras verano, sobre sitios de rica biodiversidad, ocasionando un gran daño al bioma durante la etapa más crítica de su ciclo vital, que es la etapa de reproducción (verano), no habiendo posibilidad alguna de recuperación, durante el otoño y el invierno. 
Los buques transportan a turistas de todo el mundo buscando una posibilidad diferente de entretenimiento vacacional.
Hay un demasiado elevado y creciente número de turistas y un insuficiente número de guías naturalistas para hacer cumplir las normas de bioconservación.
{{ 
| alias = Hacarí
| bandera alias = Flag_of_Hacarí_(Norte_de_Santander).svg
| tamaño = 
| nombre = 
| alt = 
}}
Similitudes en el clima dentro de varias regiones geográficas del mundo parecen producir patrones similares de vegetación. La vida animal y las formas de la comunidad son, sin embargo, regulados por la vegetación. 
Los biomas están conformados por el total de las comodidades biológicas que interactúan dentro de una zona de vida particular, en donde, el clima es similar .las comunidades se mantienen a sí mismas y al bioma entero mediante complejas relaciones entre los organismos y el ambiente; la vida animal y vegetal interactúa una con otra y con el clima ,la tropologia, y con los desastres naturales, comocomo inundaciones e incendios. Estas interacciones hacen a un bioma una unidad la cual contiene comunidades tanto estables como inestables. 
Los biomas terrestres son, frecuentemente, más descritos, y son las más comúnmente conocidos. Pero, en años recientes se ha aprendido mucho acerca de los biomas acuáticos, Este trabajo tiene la finalidad de conocer un poco más de los dos tipos de manera un tanto general, pretendiendo esbozarlos a grandes rasgos. Primero describiré lo que es una comunidad biotica, ya que es el mecanismo fundamental para caracterizar un ecosistema. 
Una comunidad biotica existe cuando, al menos dos o más organismos viven dentro del mismo hábitat. El número de especies y el número de miembros individuales de esas especies no son importantes en el entendimiento del concepto de comunidad biotica. Ni es, además, el tamaño del hábitat. Lo que es importante es la interacción entre las especies. Al compartir el mismo hábitat, los organismos desarrollan complejas interrelaciones y patrones de independencia. Estas interacciones determinan la supervivencia de los organismos individuales y la comunidad en general. 
Una comunidad biotica no contiene, por lo general, el mismo número de plantas y animales. Frecuentemente una o más especies tendrá una particularmente fuerte influencia sobre la naturaleza de la comunidad entera. Dichas especies se les refiere como las dominantes. Las especies dominantes de la comunidad son usualmente los productores - o los consumidores - principales de energía en cada nivel. Así, sobre un estrecho pastizal, ciertos tipos de pastos podrían ser las plantas dominantes, los insectos come-plantas, los herbívoros dominantes, y los pájaros come-insectos, los predadores dominantes. Los ecosistemas simples frecuentemente tienen solamente una especie dominante en cada nivel. Así pues, suele resultar más difícil, para una sola especie ser la dominante en ecosistemas complejos.